# 俏佳人传媒
俏佳人传媒股份有限公司成立于1994年，是中华人民共和国的一家传媒控股公司。
公司成立于1994年，初期主要从事卡拉OK唱碟，以及红色音像制品等光碟的发行。
20世纪90年代末，公司以影视文化产业和武术文化产业为主营项目，成为一家以音像发行为主的电影相关产品运营商。
21世紀00年代，公司開始了企業國際化策略。2009年，公司並購了美國IAVC國際衛視，將其重組為ICN國際衛視。

## 外部連結
- 官方网站